# Тайваньский соловей
Тайваньский соловей (лат. Tarsiger johnstoniae) — птица из семейства мухоловковые отряда воробьинообразные. Эндемик Тайваня, обитает в горных и субальпийских лесах. Международный союз охраны природы (МСОП) отнёс его к видам, вызывающим наименьшее беспокойство.

## Таксономия
Этот вид был описан как Ianthia johnstoniae Уильямом Робертом Огилви-Грантом в 1906 году: экземпляры были собраны Уолтером Гудфеллоу на Юшане (гора Моррисон). Он также был включён в род Luscinia. Видовое название получил в честь английской заводчицы птиц Мэрианн Джонстон, которой Гудфеллоу ранее прислал экземпляр Джонстонова лорикета.

## Внешний вид и строение
Длина тела около 12 см. Есть выраженный половой диморфизм. У самца грифельно-чёрная голова с белыми «бровями». Рыжее оперение на верхней части груди, над крыльями и в районе лопаток образует «воротник». Спина угольно-чёрная, крылья чёрные и буровато-чёрные, хвост чёрный. Нижняя часть груди охристо-жёлтая, окрас живота от серо-белого до охристо-оливкового. Клюв и ноги чёрные. У самки менее выраженная надбровная зона. Верх тела преимущественно тускло-оливково-коричневый, крылья и хвост тёмно-коричневые. Нижняя часть тела вариабельна. Горло и грудь тёпло-коричневые, но горло иногда черноватое, а грудка может быть бледно-жёлтой или желтовато-оливковой. Молодую птицу можно отличить от самки по бледно-жёлтым пестринам и пятнам.

## Распространение и среда обитания
Эндемик Тайваня, среда обитания соловья — горные и субальпийские леса, обычно на высоте 2000—2800 метров, а иногда и выше линии деревьев. Зимой он спускается на более низкие высоты. Обитает в подлеске хвойных лесов с кустарниками и бамбуком. Его также можно увидеть в парках и вдоль дорог.

## Поведение
Тайваньского соловья часто можно увидеть парами, а также поодиночке. Он ловит насекомых, атакуя с насестов, а также добывает беспозвоночных на земле и в низкорослых растениях. Его песни включают крики «тук» с криками «пи» между ними, низкий «грруит» и комбинацию трубных и скрипучих звуков. Он поёт, сидя на насесте и издавая серию музыкальных фраз, каждая из которых состоит из двух или трёх высоких свистящих нот. Размножение происходит с марта по август, в год бывает два выводка. Территорию защищают самец и самка. Самка строит чашевидное гнездо из травы и откладывает два-три яйца. Тайваньский соловей иногда гибридизируется с подвидом formosanus белобрового соловья.

## Охранный статус
Предполагается, что популяция этого вида стабильна, и МСОП оценил его как вызывающий наименьшее беспокойство.